# ヴィルフランシュ＝シュル＝メール
ヴィルフランシュ＝シュル＝メール（フランス語：Villefranche-sur-Mer, オック語ニース方言：Vilafranca de Mar, イタリア語：Villafranca Marittima）は、フランス、プロヴァンス＝アルプ＝コート・ダジュール地域圏、アルプ＝マリティーム県のコミューン。コート・ダジュールにあるバカンスなどの保養地である。

## 歴史
現在のヴィルフランシュ＝シュル＝メール、周辺のボーリュー＝シュル＝メール、サン＝ジャン＝カップ＝フェラでは、先史時代より人が定住していた。リグーリア人は、周辺一帯の丘陵に農業の共同体を形成した。古代ギリシャ人と古代ローマ人は、西地中海にあるギリシャ植民地へ向かう途中の停泊港として、天然の港を利用した。ユリウス・カエサルによりガリア人が征服された後、ローマ人はローマ街道であるアウレリア街道を建設した。これがモントリヴォの定住地を通過していた。
カロリング朝が衰退すると、ヴィルフランシュの周辺はロタリンギアの一部となり、後にはプロヴァンス伯の領土となった。1295年、アンジュー家のナポリ王カルロ2世は同時にプロヴァンス伯でもあり、彼はモントリヴォの住民を誘い出し、海賊から海岸部を守るために彼らを海岸に近接して住まわせた。特権により、ヴィルフランシュは自由港となり、税特権と港湾手数料とを免除され、これが18世紀まで続いた。
1388年から東プロヴァンスは、後継者のないナポリ女王ジョヴァンナの死後に継承権が紛糾した結果、サヴォイア公国のものとなった。続く400年間、この地域はニース伯領として知られ、神聖ローマ帝国と同盟したサヴォイア、そしてフランスとの間で帰属が争われた。1543年、バルバロス・ハイレッディンの軍がニースを包囲した後略奪した。機敏なサヴォイア公エマヌエーレ・フィリベルトは印象的な砦と、モンタルバンの砦とを建設した。17世紀終わりに一帯はフランスのものとなったが、ユトレヒト条約の後、サヴォイアへ返された。

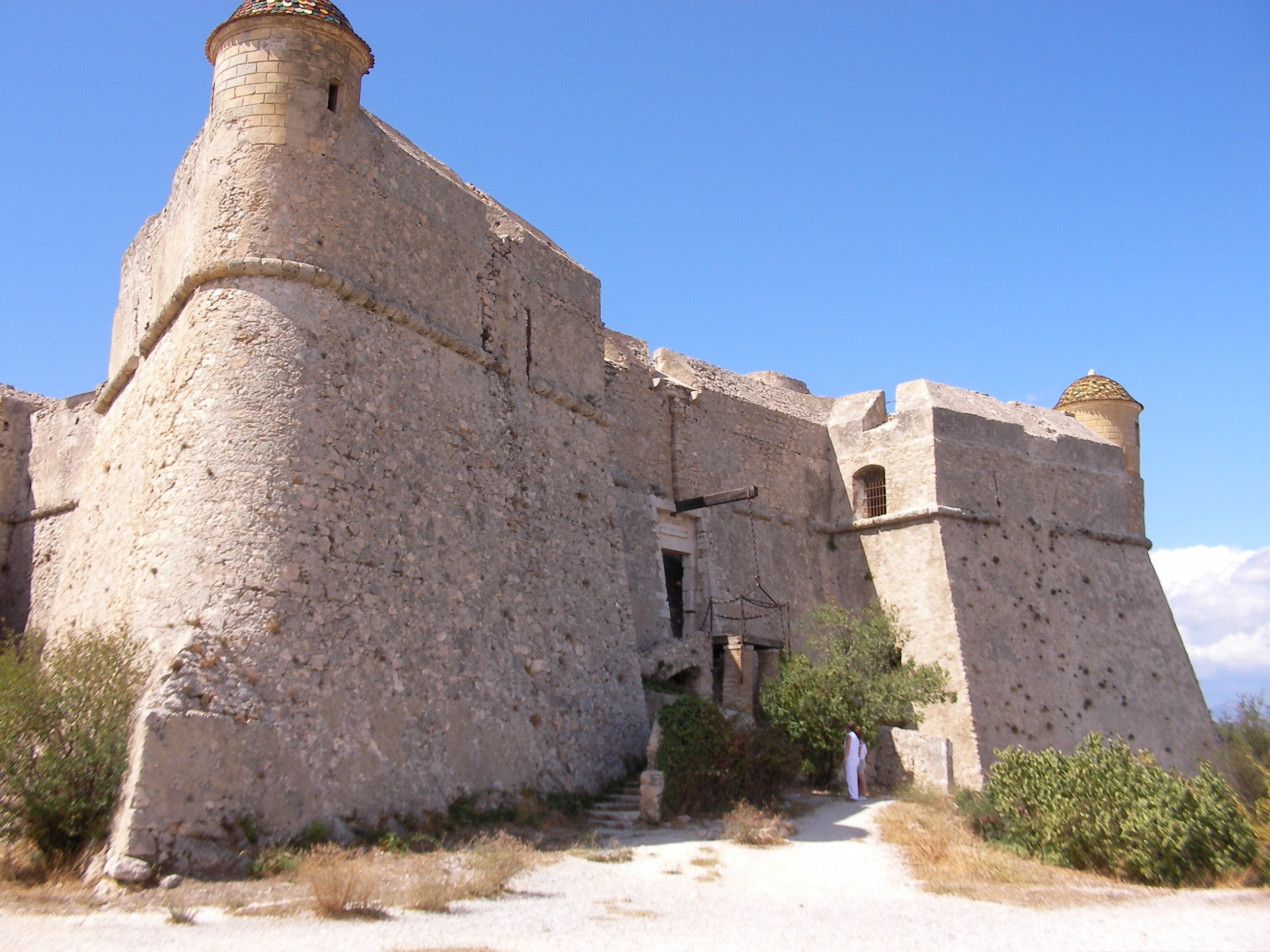
モンタルバン砦

18世紀、近隣のニースに新たな港が建設されたことから、ヴィルフランシュは海事の重要性を失った。しかし、海軍基地は残っていた。1744年、コンティ公ルイ・フランソワ1世指揮下のフランス＝スペイン合同軍は、ヴィッラフランカの戦い（モンタルバン砦で会戦）において、サルデーニャ王カルロ・エマヌエーレ3世の大軍を打ち破った。
1793年、フランスが再びヴィルフランシュを占領し、フランス第一帝政下ではニース県の一部であった。ウィーン会議によって、のちサルデーニャ王国へ返還された。1860年、リソルジメントの結果住民投票が行われ、フランスにヴィルフランシュは帰属することとなった。19世紀終わりから、ヴィルフランシュには重要なロシア帝国海軍基地がおかれ、ロシア人は古い隔離病院に海洋学研究所を設置した。また、ヴィルフランシュは、ベルギー王レオポルド2世などの王族、ベアトリス・ド・ロトシルドなど富裕階級らの避寒地でもあった。
第一次世界大戦後、アメリカ合衆国海軍が根拠地を置き、1948年から1966年までヴィルフランシュは第6艦隊の母港となった。現在も艦船が停泊することがある。1980年から、ヴィルフランシュはクルーズ客船の寄港地として知られるようになり、フランスでも重要な港となっている。

## 地理

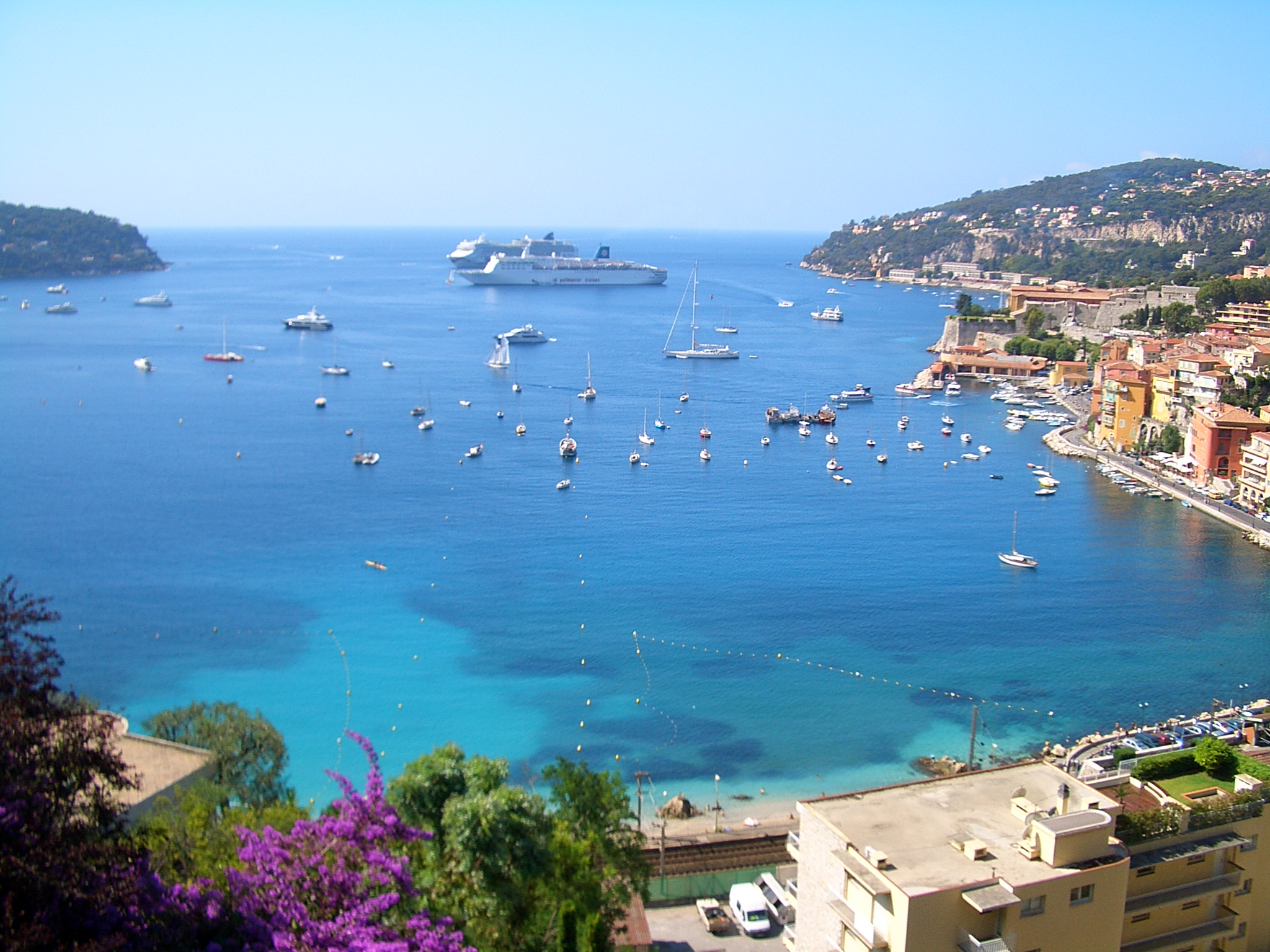
ヴィルフランシュへ入港するクルーズ客船

ヴィルフランシュ＝シュル＝メールは、ニースのおよそ6km東にあり、モン・ボロン、モンタルバン、モン・ヴィネグリエらの山地に遮られている。モナコの南西10km地点にある。ヴィルフランシュの湾は地中海にある港湾の中でも、有数の深さがある天然港である。ニース岬とフェラ岬の間は水深95mに達し、大型船舶の安全な停泊地を提供している。南へ向かって500mの深海が続く（これは海底のヴィルフランシュ渓谷として知られている。海岸線から約1海里地点から始まる）。
ヴィルフランシュの市街限度は、湾を囲む丘陵へ向かって伸びる。モン＝ルーズでは海抜520mとなり、海へ向かって山がそそりたっている。3つのコルニシュ、またはニースからイタリアへと向かう主要道はヴィルフランシュを通過する。海岸や周辺の丘陵の壮大な眺めが楽しめる。

## 見どころ

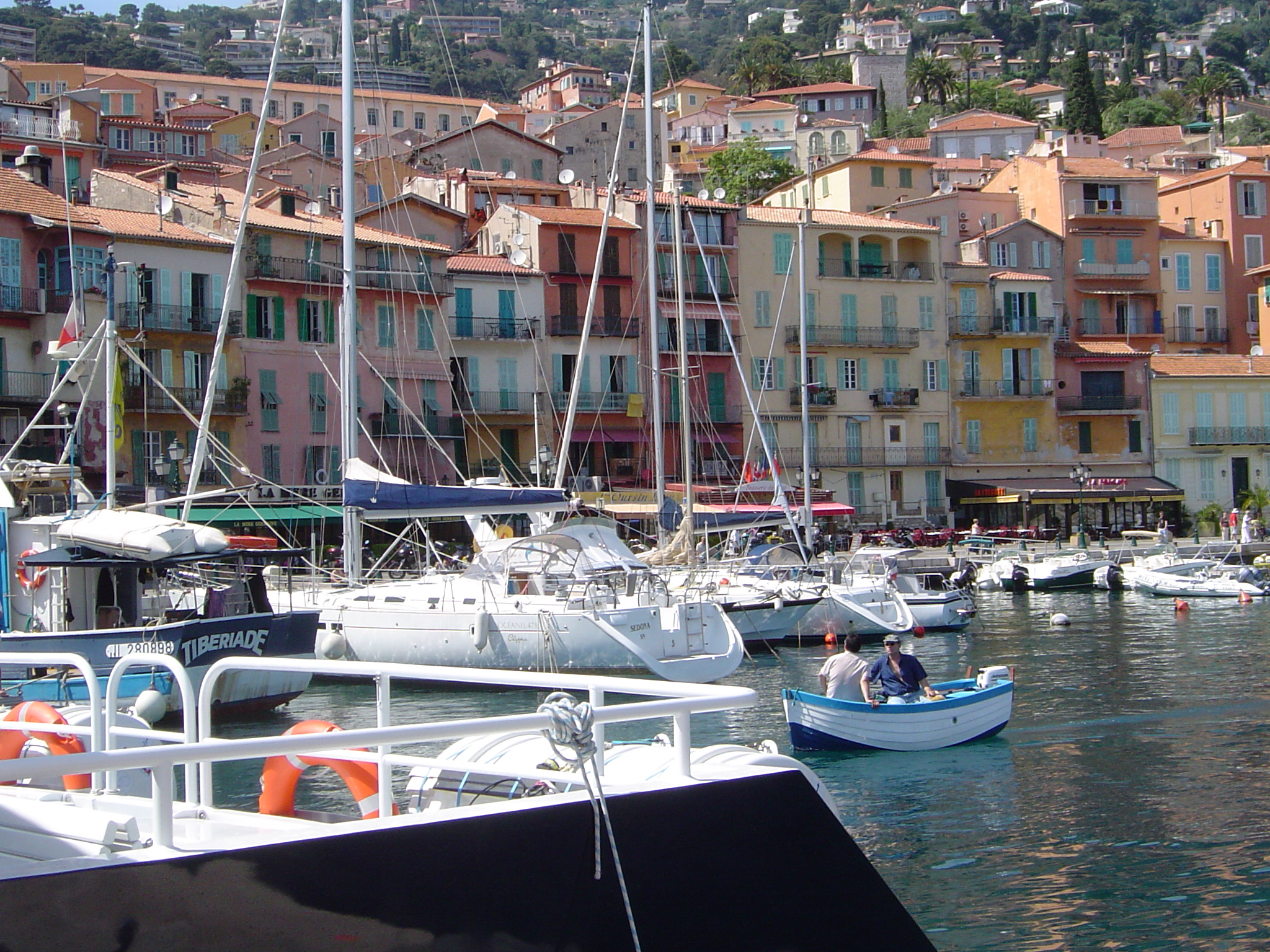
港湾

地中海を見下ろすテラスのような丘の上にヴィルフランシュはある。旧市街は、曲がりくねった石畳の小路と、自動車の乗り入れが制限された路地とで込み入った迷宮のようである。プロムナード・ド・マリニエール（船乗りの遊歩道）が湾の北側を仕切る海岸通り沿いに伸びる。どっしりとした壁で覆われた砦は海へせり出した一画にあり、1557年にサヴォイア公エマヌエーレ・フィリベルトによって建設された。現在、昔の要塞群は市庁舎、コンヴェンション・センター、3つの美術館、そして屋外劇場などが入っている。
旧市街の心臓部には、サン＝ミシェル教会が1750年代にイタリア・バロック様式で建てられた。元は、更にこぢんまりとした14世紀初頭建設の教会であった。教会は多種多様な芸術作品を所蔵している。大理石製の主祭壇上にある有名な、巨大な聖ミカエルの絵画、18世紀につくられた等身大のキリスト像彫刻、多彩色の木製聖ロック像である。オルガンは1790年にグリンダ兄弟によってつくられた。これは現在も使用している物の中では、ニース地方最古の物の一つである。1990年、教会の建物がフランス歴史遺産に登録された。

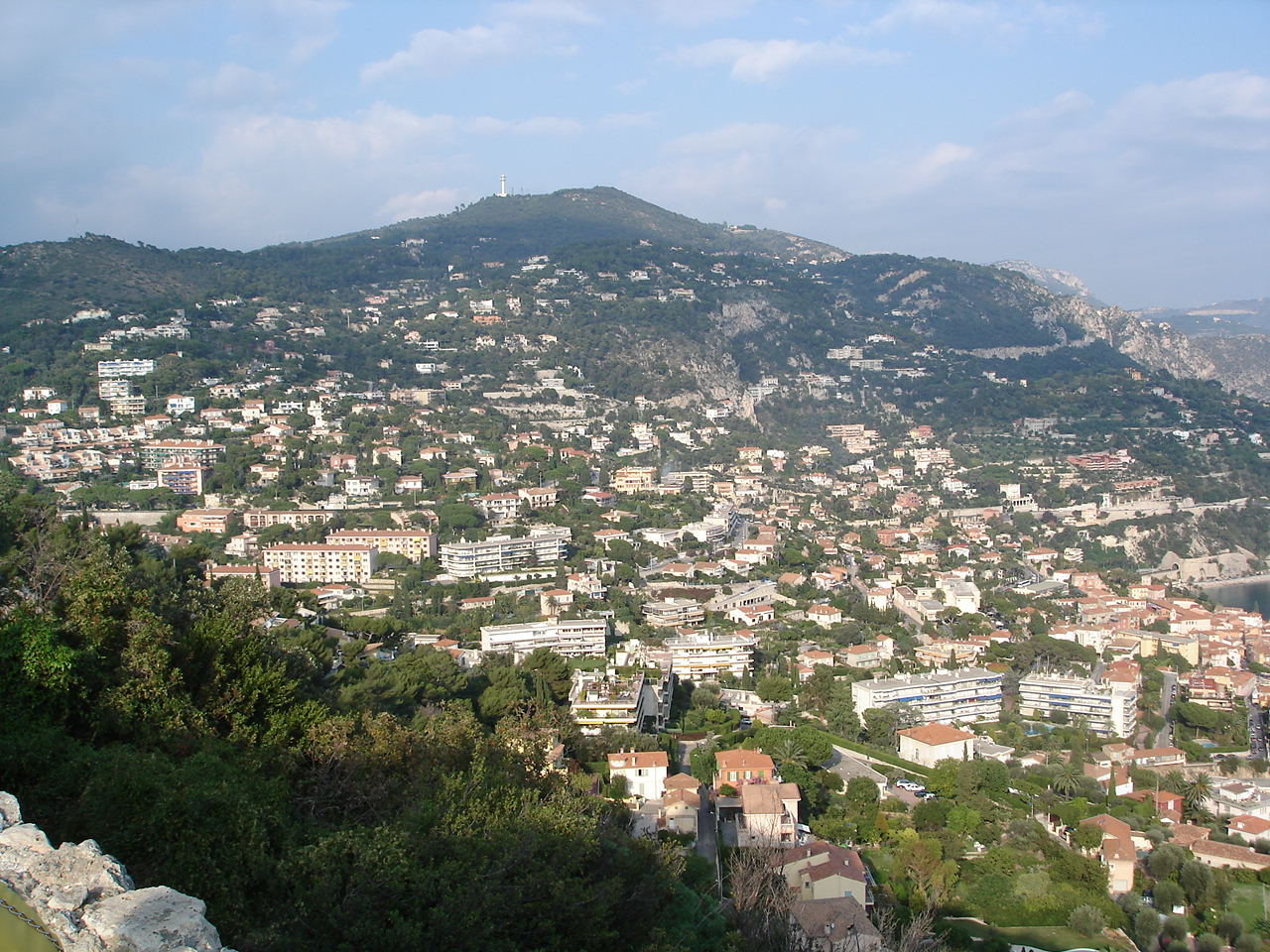
ヴィルフランシュを囲む丘陵。背景にはモン＝ルーズ

サン＝ピエール礼拝堂も、14世紀に遡る建造物である。19世紀全体と20世紀初頭の一時期には地元漁師の網を売る店舗と設備として使われ、1957年に礼拝堂として復活した。ジャン・コクトーが描いた、聖人の一生と漁師の生活を描いた有名な壁画がある。
町を囲む丘の上にはモンタルバン砦が、近郊に超高級別荘地であるサン＝ジャン＝カップ＝フェラ（フェラ岬）、そしてリグーリア海岸と距離が等しいコート・ダジュール東海岸の、絶景の眺めを提供する。
サン＝ミシェル高原から、西のニースのプロムナード・ド・アングレ、アンティーブの岬、さらに40km離れたエストレル岬へ向かって眺めが広がる。晴れた冬の日には、コルシカ島の山並みが見えることもある。

## 著名人の愛したヴィルフランシュ

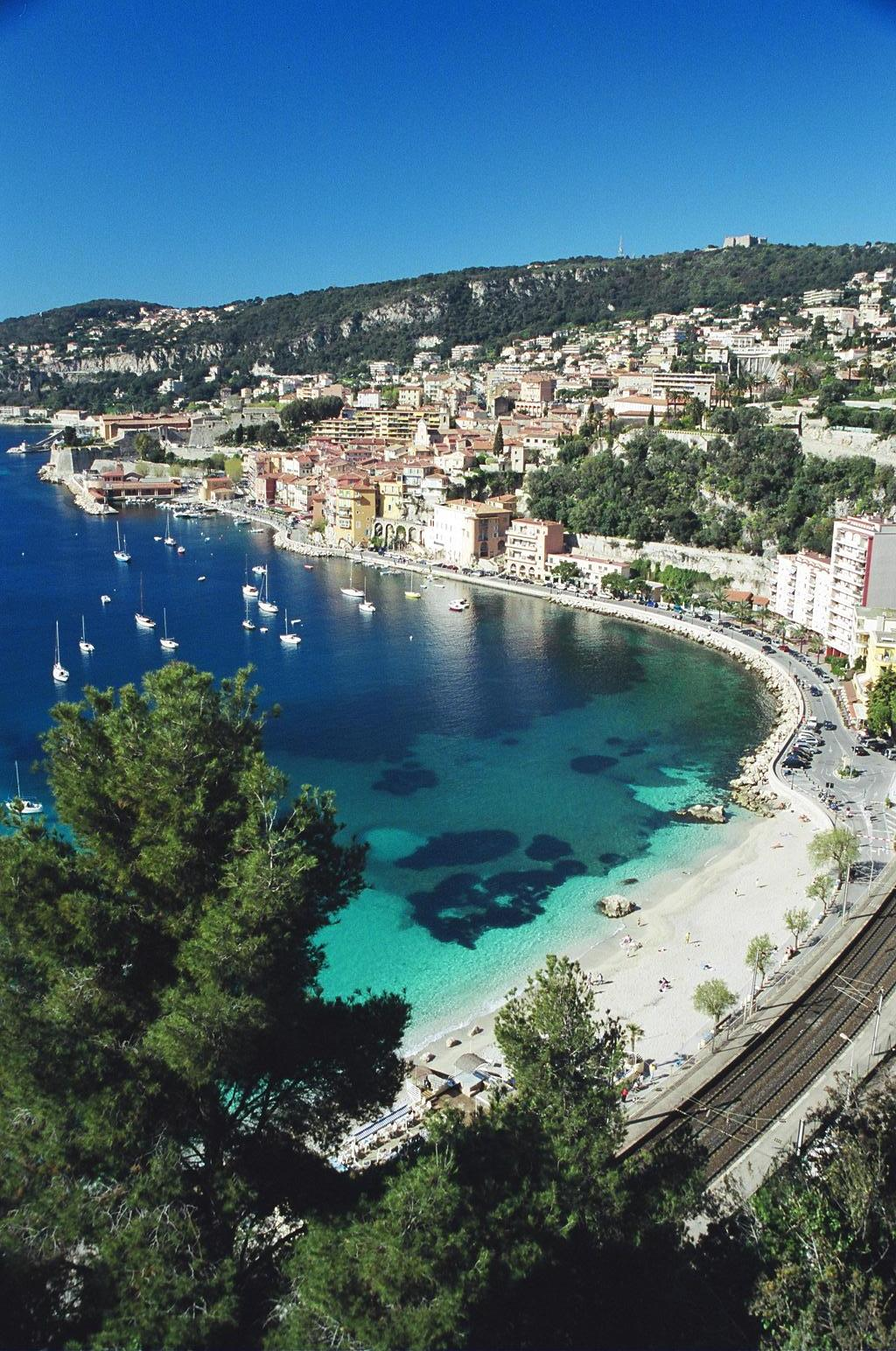
旧市街と砂浜

穏やかな気候、砂浜、そして旧市街の雰囲気が、ヴィルフランシュ＝シュル＝メールを人気のある高級観光地により、その価値を反映し、不動産価格も特に資産層のみが購入可能なレベルである。
ヴィッラ・レオポルダ（ベルギー王レオポルド2世のかつての別荘）、ラ・バスティド（ソールズベリー侯が建設）、ヴィッラ・シッファノイア、カストー・カンソン・ド・ラ・メール、ドメーヌ・デュ・カステルなど素晴らしい建物は、富裕層の一握りの別荘の一例であり、目を見張るように美しい湾を囲む豪奢なものである。
過去20世紀前半には、ヴィルフランシュ＝シュル＝メールには小説家キャサリン・マンスフィールド、ジャン・コクトー、オルダス・ハクスリーが、近くのフェラ岬にはサマセット・モームの邸宅があった。今日ソウルR&B歌手ティナ・ターナーといったセレブリティが自宅を置き、ザ・ローリング・ストーンズは、1972年発表のアルバム『メイン・ストリートのならず者』を、ギタリストのキース・リチャーズとアニタ・パレンバーグの自宅であったヴィッラ・ネルコトでレコーディングした
旧市街と湾は、映画製作者が『自然のロケイションセット』として多く用いた。
- ラオール・ウォルシュ監督の映画『艦長ホレーショ
- エロール・フリン主演のAdventures of Captain Fabian
- アルフレッド・ヒッチコック監督の映画『泥棒成金』
- ルイ・ジュールダン主演の『モンテクリスト伯』
- レオ・マッケリー監督の映画『めぐり逢い』
- キャサリン・ヘプバーン主演の『シャイヨの伯爵夫人』
- ショーン・コネリー主演の『ネバーセイ・ネバーアゲイン』
- マイケル・ダグラス主演の『ナイルの宝石』
- リチャード・チェンバレン主演のTV映画『狙撃者/ボーン・アイデンティティー』
- スティーヴ・マーティン主演の『ペテン師とサギ師/だまされてリビエラ』

など、数多くの映画、ビデオクリップ、コマーシャルが撮影されている。

## 姉妹都市
- ボルディゲーラ、イタリア
- ニューポート、イギリス
- プラン＝レ＝ズゥアト、スイス
- ライシュキルヒェン、ドイツ